# Todarodes pacificus
El calamar volador japonés, calamar común japonés o calamar volador del pacífico (Todarodes pacificus) es una especie de molusco cefalópodo de la familia Ommastrephidae. Es una especie de calamar que también se conoce vulgarmente como volador japonés, o pota del pacífico. 

## Descripción
Los adultos de la especie presentan varias características distintivas. El manto recubre la masa visceral del calamar, tiene dos aletas, las cuales no son el medio de propulsión primario. Para tal propósito, el calamar presenta un sifón, una estructura muscular que aspira agua por un lado y la expulsa por el otro, logrando el impulso motor del mismo modo que un Jet. El calamar tiene ocho brazos y dos tentáculos en los que las ventosas ocupan casi toda su extensión. Entre los brazos se encuentra la boca o pico y en su interior se encuentra la rádula. Presentan sacos de tinta que pueden usar como mecanismo de defensa ante depredadores. Presentan además tres corazones.

## Distribución y hábitat
Este animal habita en el Norte del Océano Pacífico, en el área cercana a Japón, la zona costera desde China a Rusia, el Estrecho de Bering y las costas al Sur de Alaska y Canadá; aunque tienden a agruparse alrededor de la región central de Vietnam. Puede vivir en aguas con temperaturas desde 5 hasta 27 °C y prefiere habitar las capas superiores del océano.